# Torsebro krutbruk

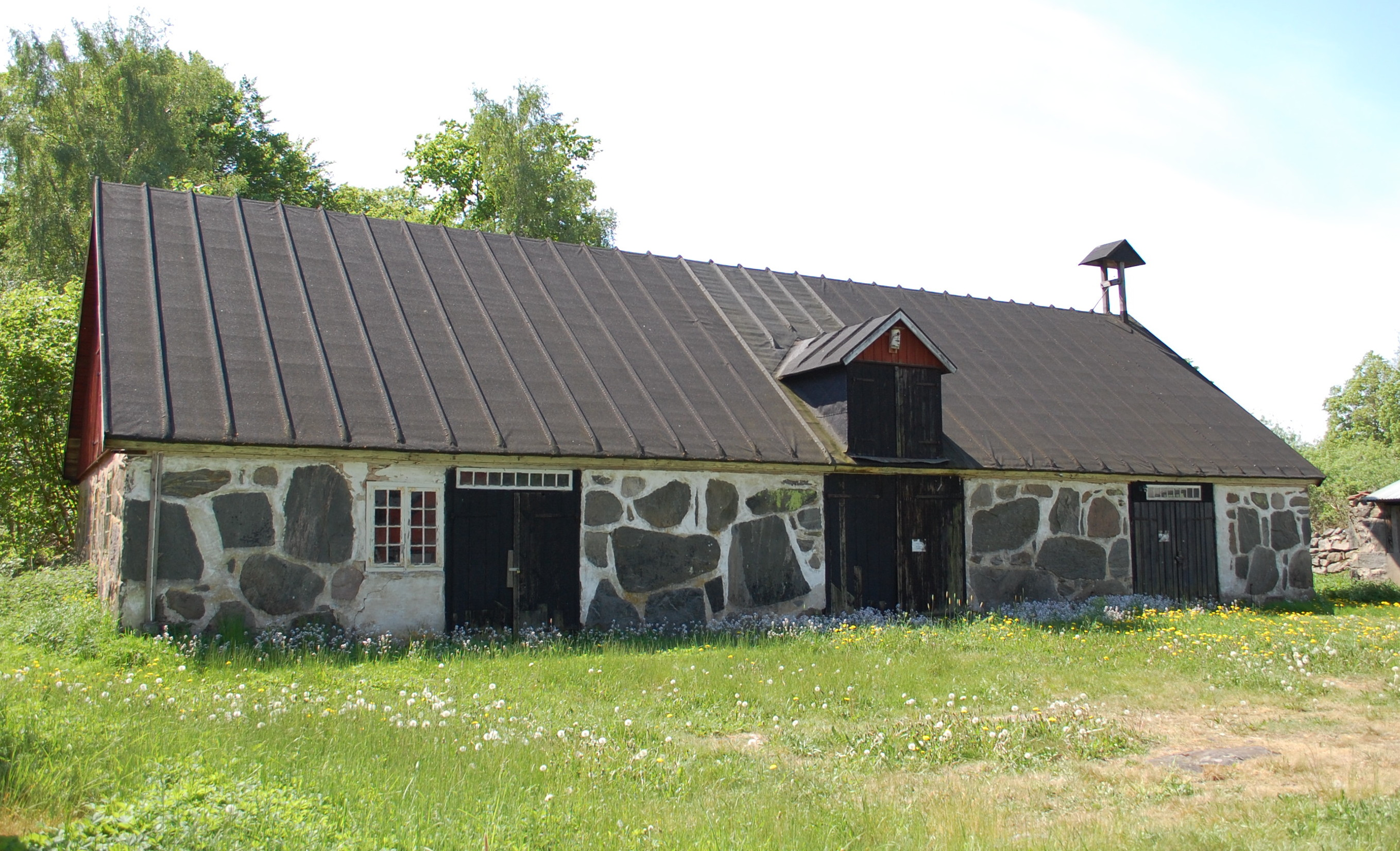
Bruksbyggnad

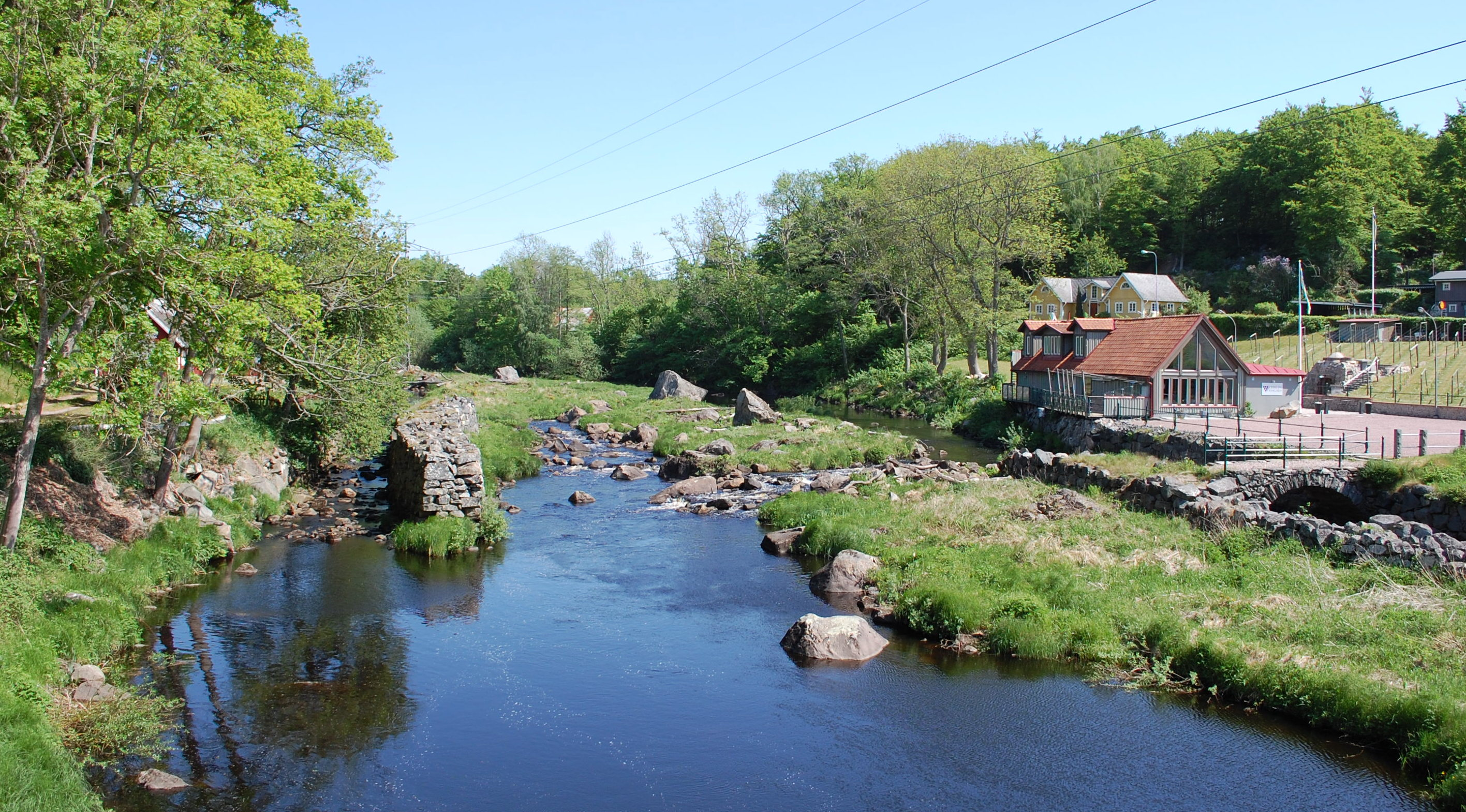
Helge å vid Torsebro

Torsebro krutbruk låg i Torsebro i Skåne och drevs 1663–1923. Dess verksamhet finns beskriven i krigskollegiets berättelse från 1747 och i beskrivningen från Carl von Linnés skånska resa från 1749. Sedan 9 december 1996 är krutbruket byggnadsminne.

## Historik
Det skånska kriget visade på behovet av att förbättra försörjningen av trupperna i det dåvarande gränslandet mellan Sverige och Danmark. Efter krigets slut anlades så ett krutbruk i Torsebro, men det finns tecken som tyder på att sådan verksamhet bedrivits redan tidigare i området. Platsen, invid Helge å, valdes sannolikt ut på grund just av ån som skulle utgöra kraftkälla, men även också på grund av platsens strategiska läge. Anläggningen försågs med omfattande försvarsanordningar och en permanent stationerad skyddsstyrka om 20 man. 
Under en följd av år producerades vid Torsebro krutbruk cirka 4 200 kilogram svartkrut per år, en produktion som steg till över 7 200 kg/år under 1870-talet. När dynamit och röksvagt krut utvecklades minskades brukets betydelse och driften avvecklades gradvis för att helt läggas ner i början av 1920-talet (1923). 
Torsebro krutbruk utgör numera en kultur- och byggnadshistoriskt värdefull bruksmiljö med anor från 1600-talets slut. Anläggningen omfattar bland annat arbetarbostäder, ekonomibyggnader med stall och smedja, industribebyggelse med krutmagasin från 1692 och 1828 samt vågbod. Bruksherrgården omfattar disponentbostad, köksflygel och brygghus.

## Övrigt
Filmen Värmlänningarne (en av Sveriges första filmproduktioner) från 1910  spelades in i området.